# Assar Rönnlund
Bernt Assar Rönnlund (ur. 3 września 1935 w Sävar, zm. 5 stycznia 2011 w Umeå) – szwedzki biegacz narciarski, trzykrotny medalista olimpijski oraz trzykrotny medalista mistrzostw świata.

## Kariera
W swoim olimpijskim debiucie zajął 12. miejsce w biegu na 50 km techniką klasyczną na igrzyskach w Squaw Valley w 1960. Cztery lata później, podczas igrzysk olimpijskich w Innsbrucku na dystansie 50 km zajął drugie miejsce, przegrywając jedynie ze swoim rodakiem Sixtenem Jernbergiem. Ponadto wspólnie z Karlem-Åke Asphem, Sixtenem Jernbergiem i Janne Stefanssonem triumfował w sztafecie 4 × 10 km. Igrzyska olimpijskie w Grenoble były ostatnimi w jego karierze. Wraz z Janem Halvarssonem, Bjarne Anderssonem i Gunnarem Larssonem wywalczył srebrny medal w sztafecie. Jego najlepszym indywidualnym wynikiem tych igrzysk było 10. miejsce w biegu na 50 km stylem klasycznym.
W 1962 roku zdominował rywalizację na mistrzostwach świata w Zakopanem, zdobywając dwa złote medale i jeden srebrny. Pierwsze złoto zdobył w biegu na 15 km, a drugie razem z Larsem Olssonem, Sture Grahnem i Sixtenem Jernbergiem w sztafecie 4 × 10 km. Ponadto na dystansie 50 km stylem klasycznym zajął drugie miejsce, ulegając jedynie Sixtenowi Jernbergowi. Był także szósty w biegu na 30 km. Na kolejnych mistrzostwach świata już nie startował.
Rönnlund był także mistrzem Szwecji w: biegu na 15 km w latach 1962, 1965 i 1967, na 30 km w latach 1959, 1963, 1964, 1965 i 1967, na 50 km w latach 1962, 1963, 1966, 1967 i 1969 oraz w sztafecie 3 × 10 km w 1962 roku.
W 1962 roku został uhonorowany nagrodą Svenska Dagbladets guldmedalj. W 1967 r. zwyciężył w Biegu Wazów, najstarszym i największym szwedzkim maratonie narciarskim. Dwukrotnie wygrał bieg na 50 km podczas norweskiego Holmenkollen ski festival (w 1962 i 1968 r.). W 1968 roku otrzymał Medal Holmenkollen wraz z trzema Norwegami: królem Olafem V, biegaczem narciarskim Gjermundem Eggenem i skoczkiem narciarskim Bjørnem Wirkolą.
Jego żona Toini Gustafsson również reprezentowała Szwecję w biegach narciarskich. Rönnlund zmarł 5 stycznia 2011 roku.

## Osiągnięcia

### Igrzyska olimpijskie
| Miejsce | Dzień       | Rok  | Miejscowość  | Konkurencja             | Czas biegu  | Strata       | Zwycięzca         |
| ------- | ----------- | ---- | ------------ | ----------------------- | ----------- | ------------ | ----------------- |
| 12.     | 27 lutego   | 1960 | Squaw Valley | 50 km stylem klasycznym | 2:59:06.3 h | +10:40.3 min | Kalevi Hämäläinen |
| 7.      | 30 stycznia | 1964 | Innsbruck    | 30 km stylem klasycznym | 1:30:50.7 h | +1:52.9 min  | Eero Mäntyranta   |
| 13.     | 2 lutego    | 1964 | Innsbruck    | 15 km stylem klasycznym | 50:54.1 min | +1:41.5 min  | Eero Mäntyranta   |
| 2.      | 5 lutego    | 1964 | Innsbruck    | 50 km stylem klasycznym | 2:43:52.6 h | +1:05.6 min  | Sixten Jernberg   |
| 1.      | 8 lutego    | 1964 | Innsbruck    | Sztafeta 4 × 10 km      | 2:18:34.6 h | -            | -                 |
| 11.     | 10 lutego   | 1968 | Grenoble     | 15 km stylem klasycznym | 47:54.2 min | +1:31.1 min  | Harald Grønningen |
| 2.      | 14 lutego   | 1968 | Grenoble     | Sztafeta 4 × 10 km      | 2:08:33.5 h | +1:39.7 min  | Norwegia          |
| 10.     | 17 lutego   | 1968 | Grenoble     | 50 km stylem klasycznym | 2:28:45.8 h | +2:33.5 min  | Ole Ellefsæter    |

### Mistrzostwa świata
| Miejsce | Dzień     | Rok  | Miejscowość | Konkurencja             | Czas biegu  | Strata      | Zwycięzca       |
| ------- | --------- | ---- | ----------- | ----------------------- | ----------- | ----------- | --------------- |
| 6.      | 18 lutego | 1962 | Zakopane    | 30 km stylem klasycznym | 1:52:39.4 h | +1:02.0 min | Eero Mäntyranta |
| 1.      | 20 lutego | 1962 | Zakopane    | 15 km stylem klasycznym | 55:22.8 min | -           | -               |
| 1.      | 22 lutego | 1962 | Zakopane    | Sztafeta 4 × 10 km      | 2:24:39.8 h | -           | -               |
| 2.      | 24 lutego | 1962 | Zakopane    | 50 km stylem klasycznym | 3:03:48.5 h | +1:50.6 min | Sixten Jernberg |